# 마테오 폴리타노
마테오 폴리타노(이탈리아어: Matteo Politano, 1993년 8월 3일, 이탈리아 로마 ~ )는 이탈리아 축구 선수이며, 세리에 A 클럽 나폴리에서 뛰고 있다.